# Martin Löns
Martin Löns (* 17. Mai 1956) ist ein deutscher Jurist. Er war vom 29. Mai 2019 bis 31. Mai 2023 Präsident des Landessozialgerichts Nordrhein-Westfalen.

## Leben und Wirken
Löns trat 1985 in den richterlichen Dienst des Landes Nordrhein-Westfalen ein. 1987 wurde er Richter am Sozialgericht in Detmold. 1991 erfolgte seine Ernennung zum Vizepräsidenten des Sozialgerichts Detmold. 1994 wechselte er als Richter am Landessozialgericht nach Essen. 1995 erfolgte seine Ernennung zum Vizepräsidenten des Sozialgerichts Münster und Anfang 1997 zum Präsidenten des Sozialgerichts Köln. Im Oktober 2000 wurde er Präsident des Sozialgerichts Dortmund und im Oktober 2008 Vizepräsident des Landessozialgerichts Nordrhein-Westfalen.
Löns ist verheiratet und hat sechs Kinder.